# Dufourea halictula
De Dufourea halictula (tên tiếng Anh: zandblauwtjesglansbij) là một loài Hymenoptera trong họ Halictidae. Loài này được Nylander mô tả khoa học năm 1852.